# Rosalyn Bryant
Rosalyn Evette Bryant-Clark, ameriška atletinja, * 7. januar 1956, Chicago, ZDA.
Nastopila je na olimpijskih igrah leta 1976 ter osvojila naslov olimpijske podprvakinje v štafeti 4×400 m in peto mesto v teku na 400 m. Leta 1975 je postala ameriška državna prvakinja v teku na 100 m.